# Jean-Yves Riocreux

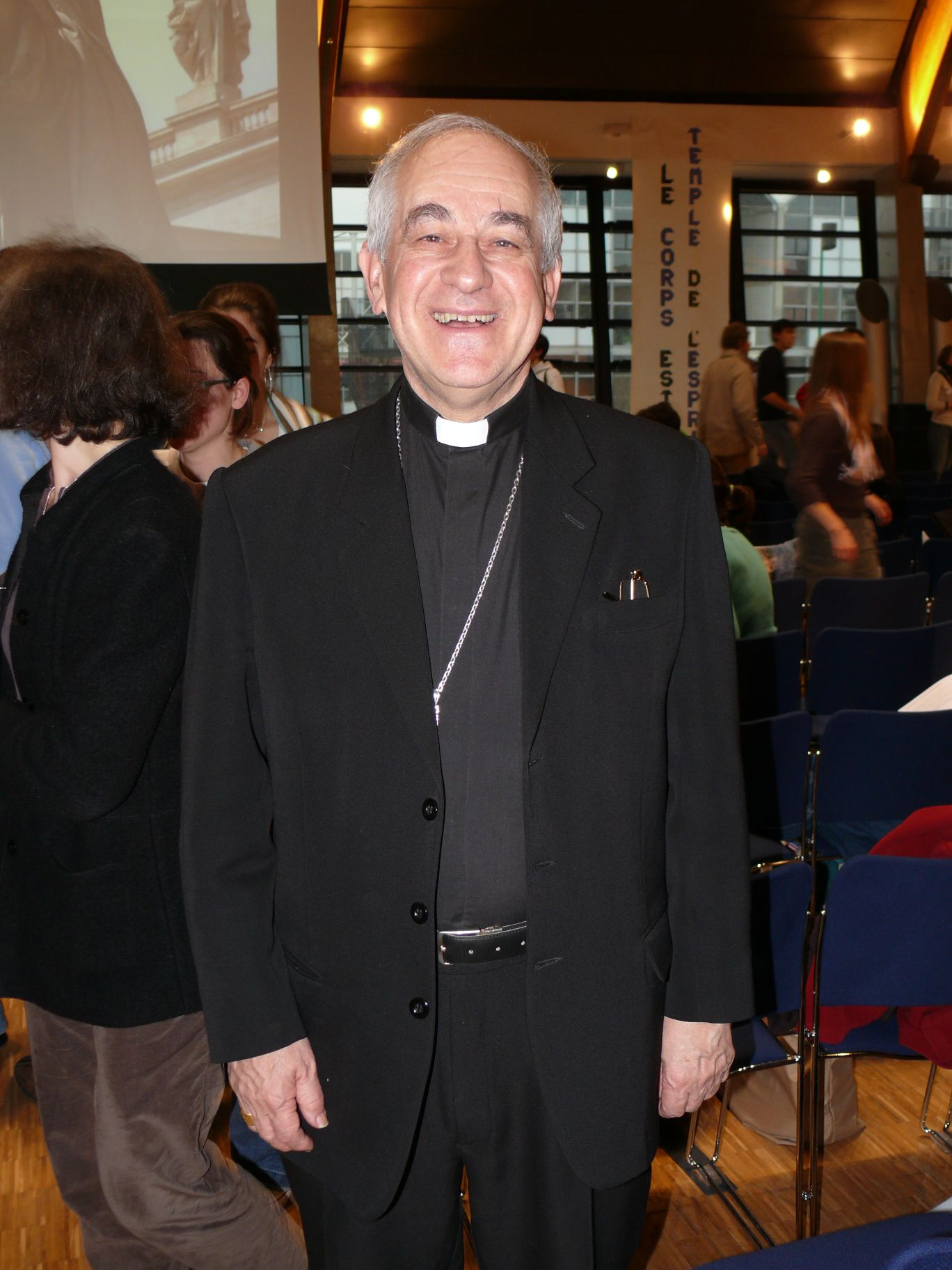
Bischof Jean-Yves Riocreux

Bischofswappen

Jean-Yves Riocreux (* 24. Februar 1946 in Marlhes) ist ein französischer Geistlicher und emeritierter römisch-katholischer Bischof von Basse-Terre et Pointe-à-Pitre.

## Leben
Jean-Yves Riocreux ist der jüngste von sieben Kindern eines Holzhändlers. Er studierte Forstwirtschaft an der Forstwirtschaftsfachschule (École forestière) in Meymac, danach Philosophie und Theologie am Priesterseminar Saint-Sulpice in Issy-les-Moulineaux und am Saint Mary’s Seminary and University in Baltimore. Der Bischof von Tulle, Jean-Baptiste Brunon PSS, spendete ihm am 31. März 1974 die Diakonen- und am 22. Juni 1974 die Priesterweihe für das Erzbistum Nouméa.
Papst Johannes Paul II. ernannte ihn am 5. Mai 2003 zum Bischof von Pontoise. Der Erzbischof von Paris, Jean-Marie Kardinal Lustiger, spendete ihm am 29. Juni desselben Jahres die Bischofsweihe; Mitkonsekratoren waren René-Marie Ehuzu CIM, Bischof von Abomey, und Michel-Marie-Bernard Calvet SM, Erzbischof von Nouméa. Als Wahlspruch wählte er einen Satz aus dem Lukasevangelium: Avance au large! – Fahre hinaus! (Lk 5,4 ).
Am 15. Juni 2012 ernannte ihn Papst Benedikt XVI. zum Bischof von Basse-Terre et Pointe-à-Pitre, die Amtseinführung fand am 30. September desselben Jahres statt. Papst Franziskus nahm am 13. Mai 2021 seinen altersbedingten Rücktritt an.